# 皆川政能
皆川 政能（みながわ まさよし）は、江戸時代中期の旗本。

## 経歴
松平康紀の次男として生まれ、皆川豊隆（成之）の養子となる。元禄3年（1690年）8月6日、養父の遺跡を継いで小普請に入る。元禄9年（1696年）7月5日に書院番に列し、宝永5年（1708年）8月6日より和田倉小川町屋敷奉行を務め、正徳4年（1714年）9月13日にその職が廃止されると書院番に戻った。享保6年（1721年）3月1日に老齢のため職を辞し、享保12年（1727年）6月20日に78歳で死去した。

## 系譜
- 実父：松平康紀
- 養父：皆川豊隆（成之）
- 正室：皆川豊隆の娘
- 長男：左門
- 次男：皆川政甫
- 三男：松平康直 - 生母は正室、松平康等の養子
- 四男：皆川宜登
- 長女：長井利恒室